# Romaszkowe (obwód chersoński)
Romaszkowe (ukr. Ромашкове) – przysiółek na południu Ukrainy, w obwodzie chersońskim, w rejonie biłozerskim. Miejscowość liczy 306 mieszkańców.